# Allée couverte de Lann-et-Vein
L'allée couverte de Lann-et-Vein (ou allée couverte de Lann-er-Veinn,, allée couverte de Lann-er-Beinn, allée couverte de Lann-et-Vein) est une allée couverte de Camors, dans le Morbihan en France.

## Localisation
L'édifice est situé au croisement des rues de l'Allée-Couverte et des Sabotiers, dans le village de Lann-er-Vein, en Camors.

## Description
Orienté au sud-est, le dolmen long d'environ 10 à 11 m, et large d'environ 1,8 m est construit en granit feuilleté de Lanvaux. Il est dans un médiocre état de conservation, : ses dalles supports effondrées ou inclinées vers l'intérieur, ne supportent plus qu'une seule dalle de couverture. Des restes de cairn sont encore toutefois visibles.

## Historique
L'allée couverte date du Néolithique. Elle est découverte lors d'une opération de remembrement à la fin des années 1960. 
Deux dalles sont disposées à proximité du dolmen contre un talus ; elles ont probablement été déplacées au moment de l'aménagement du carrefour.
L'édifice est classé au titre des monuments historiques par arrêté du 5 avril 1972.